# Diedelsheim
Diedelsheim ist seit 1975 ein Ortsteil der Großen Kreisstadt Bretten in Baden-Württemberg mit rund 4000 Einwohnern und liegt auf einer Höhe von 160 m ü. NN.

## Geschichte
Überreste einer 2004/2005 ausgegrabenen Villa rustica, eines römischen Gutshofes, zeugen von einer Besiedlung in der Antike.
Im Jahre 767 wurde Diedelsheim erstmals urkundlich erwähnt. Im Lorscher Codex trat das Dorf unter den Namen „Teutinsheim“ und später „Ditinesheim“ in Erscheinung, der Schenkungen verschiedener Eigentümer auf der Gemarkung Diedelsheim an das Kloster Lorsch beinhaltete.
Im 14. Jahrhundert waren im Lehenbuch des Hochstifts Speyer von Diedelsheim drei Belehnungen erwähnt. Die Grafen Katzenellenbogen, die Herren von Sternenfels und die Kechler von Schwandorf waren zu dieser Zeit die Lehenträger des Dorfes Diedelsheim. Die Kechler von Schwandorf konnten die über vier Jahrhunderte bestehenden Rechte bis ins 18. Jahrhundert bewahren. 1749 verkaufte Franz Maximilian Kechler von Schwandorf die Lehen und Eigentümer des Dorfes an die Pfalz.
Wie alle anderen Gemeinden der rechtsrheinischen Kurpfalz, kam auch Diedelsheim 1803 durch den Reichsdeputationshauptschluss zum Großherzogtum Baden. Bis 1936 war Diedelsheim dem Bezirksamt Bretten zugewiesen und kam bei dessen Auflösung zum Landkreis Karlsruhe. Am 1. Januar 1975 wurde der Ort in die Stadt Bretten eingegliedert. In Diedelsheim gibt es einen Ortschaftsrat mit Ortsvorsteher sowie eine Ortsverwaltung. Das Rathaus in Bretten ist allerdings übergeordnet.
Im Jahr 2017 feierte Diedelsheim, wie auch die Stadt Bretten, den 1250. Geburtstag. Hierzu wurde ein Festakt in der Schulsporthalle und anschließend eine Festmeile organisiert, an der sich die örtlichen Vereine beteiligten.

## Wirtschaft und Infrastruktur

### Bildung
- Evangelischer Kindergarten „Arche Noah“
- Katholischer Kindergarten (inkl. Kinderhort) „St.Stephanus“
- Private Kindertagesstätte „FAM e. V.“
- Kindertagesstätte „Schneckenhaus“ Steinzeugpark
- Grundschule („Schwandorfgrundschule“, vormals mit Hauptschule – wurde ausgegliedert)
- Förderschule („Pestalozzi-Schule“)
- Evangelische Dorfkirche
- Katholische Kirche

### Wirtschaft
Verschiedene Einzelhandelsgeschäfte, Handwerksbetriebe, Bankfilialen, Gastwirtschaften, Einkaufszentrum auf der Diedelsheimer Höhe.

### Verkehr
Verkehrsanbindung über die ehemalige Stadtbahnlinie S9, nun MEX17c (Bahnübergang mit Haltestelle). Züge verkehren in Richtung Bruchsal und Stuttgart.
Buslinie 162 von Bretten über Rinklingen nach Diedelsheim und zurück nach Bretten. Und Buslinie 163 von Bretten nach Diedelsheim und zurück.
Straßentechnisch direkter Anschluss an die Bundesstraßen 35, 293 und 294.

## Besondere Bauwerke

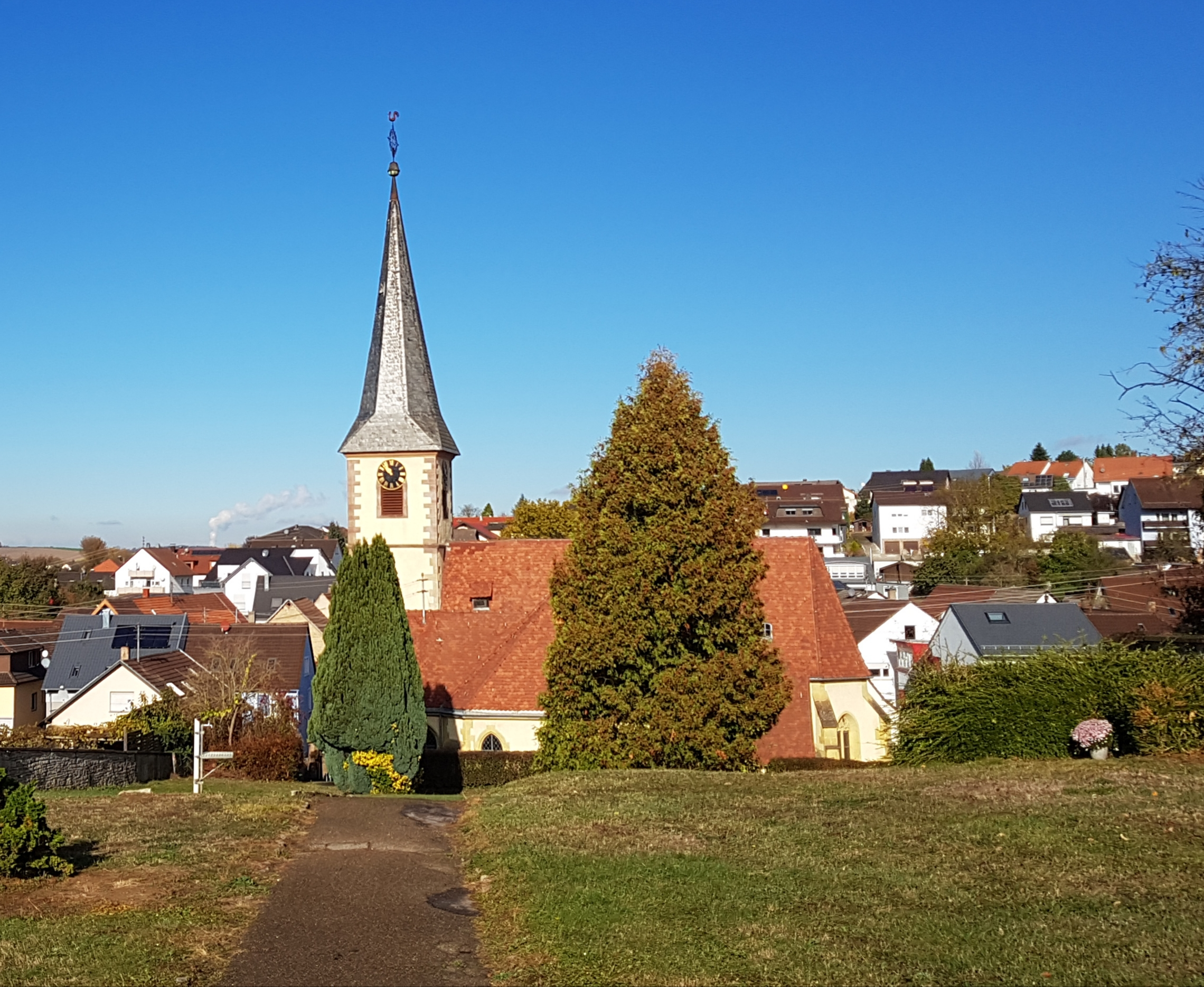
Evangelische Kirche vom alten Friedhof aus gesehen

Rathaus, Kirche, das ehemalige Wasserschloss, Haus Renschler (ältestes Fachwerkhaus in der Alten Poststraße)

## Freizeit
Drei Kinderspielplätze, Skaterplatz, Bolzplatz, Spielwiese, Tennisplätze, Turn- und Schwimmhalle, Grillplatz mit Hütte, Vereine, Fußball-/Baseballplatz aus Kunstrasen

## Sonstiges
Diedelsheim ging 1990 mit Hidas in Ungarn eine Gemeindepartnerschaft ein.
Im Süden des Ortes lag lange Zeit ein großes Areal von einem alten Steinzeugwerk brach. Dort entstanden Eigentumswohnungen und ein Mischgebiet unter dem Namen „Steinzeugpark“.

## Söhne und Töchter
- Johann Christoph Wilhelm von Steck (1730–1797), Rechtswissenschaftler, Beamter und Hochschullehrer
- Abraham Meier Straus (1856–1934), Bankier und Mäzen in Karlsruhe